# La nostra storia con Morgan Freeman
La nostra storia con Morgan Freeman (The Story of Us with Morgan Freeman) è un programma televisivo documentaristico statunitense condotto dall'attore Morgan Freeman. Nel programma l'attore viaggia per il mondo con lo scopo di esaminare alcune delle forze essenziali che guidano l'umanità e tengono unite le nostre società, come ad esempio la fede, il modo in cui viene vissuto l'amore, la sete di potere e lo spirito di ribellione, la libertà e altro ancora, cercando inoltre di dimostrare che le persone hanno più cose in comune tra loro rispetto a quelle che le dividono.
Il programma viene trasmesso in prima visione assoluta negli Stati Uniti sul canale televisivo National Geographic Channel a partire dall'11 ottobre 2017, mentre in Italia la prima stagione è stata trasmessa in prima visione su National Geographic dal 4 gennaio al 8 febbraio 2018.

## Puntate

### Prima stagione
| nº | Titolo originale     | Titolo italiano | Prima TV USA     | Prima TV Italia  |
| -- | -------------------- | --------------- | ---------------- | ---------------- |
| 1  | The March of Freedom |                 | 11 ottobre 2017  | 4 gennaio 2018   |
| 2  | The Fight for Peace  |                 | 18 ottobre 2017  | 11 gennaio 2018  |
| 3  | The Power of Love    |                 | 25 ottobre 2017  | 18 gennaio 2018  |
| 4  | Us and Them          |                 | 8 novembre 2017  | 25 gennaio 2018  |
| 5  | The Power of US      |                 | 15 novembre 2017 | 1º febbraio 2018 |
| 6  | The Rebel Spirit     |                 | 20 novembre 2017 | 8 febbraio 2018  |